# Andrzej Grzegorz Harla
Andrzej Grzegorz Harla – polski prawnik, radca prawny, doktor habilitowany nauk prawnych, nauczyciel akademicki Uniwersytetu Warszawskiego, specjalista w zakresie prawa cywilnego i postępowania cywilnego.

## Życiorys
W 2008 na Wydziale Prawa i Administracji Uniwersytetu Warszawskiego na podstawie dorobku naukowego oraz rozprawy pt. Syndyk masy upadłości w polskim prawie cywilnym (materialnym i procesowym) uzyskał stopień doktora habilitowanego nauk prawnych w zakresie prawa, specjalność: postępowanie cywilne. Został docentem na tym wydziale w Instytucie Prawa Cywilnego. Wszedł w skład Komisji Dyscyplinarnej do spraw nauczycieli akademickich przy Radzie Głównej Nauki i Szkolnictwa Wyższego i pełnił w niej funkcję wiceprzewodniczącego.
Został radcą prawnym.